# Fischerkirche Born a. Darß

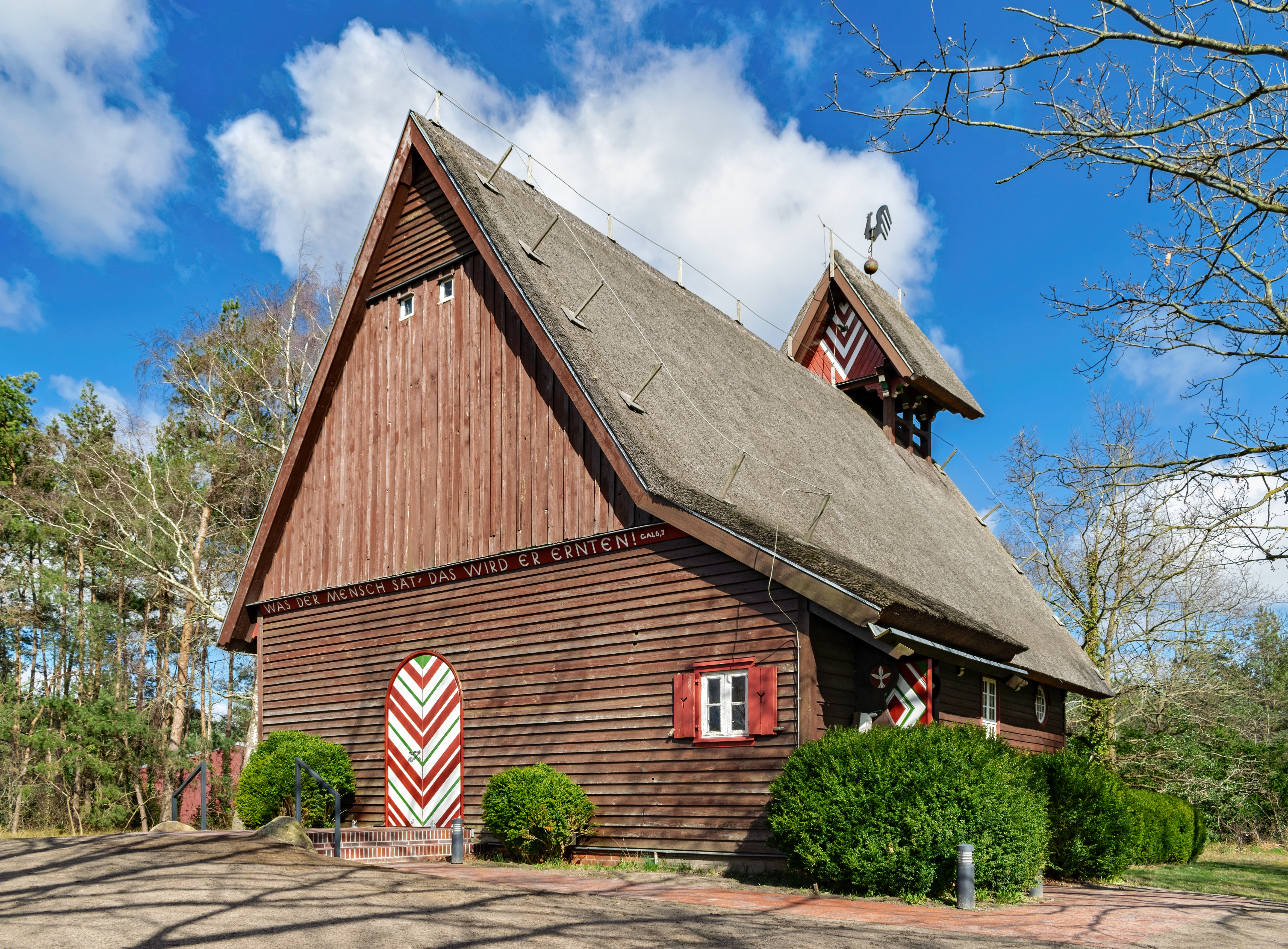
Die Fischerkirche, Südwestansicht

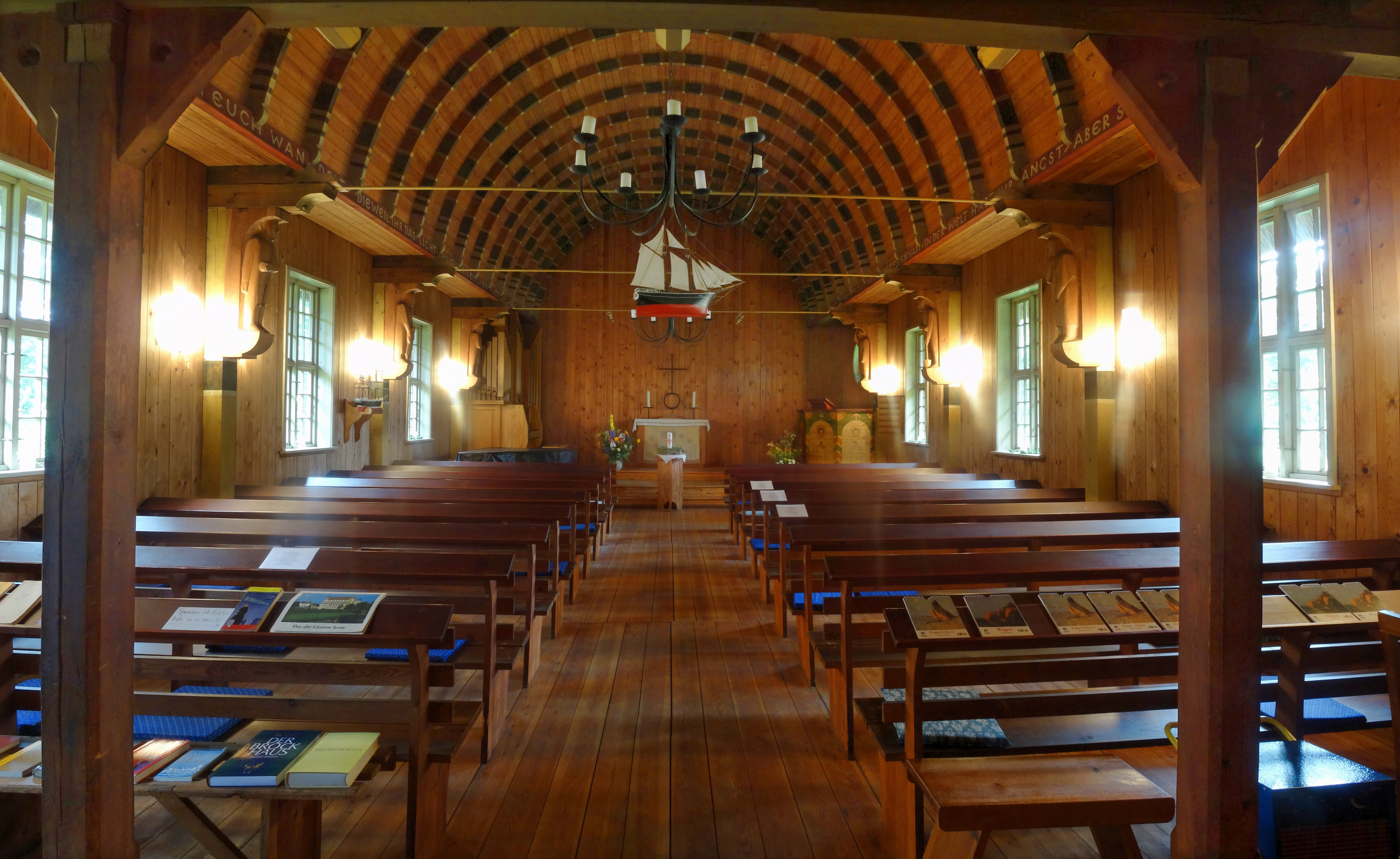
Innenraum der Fischerkirche

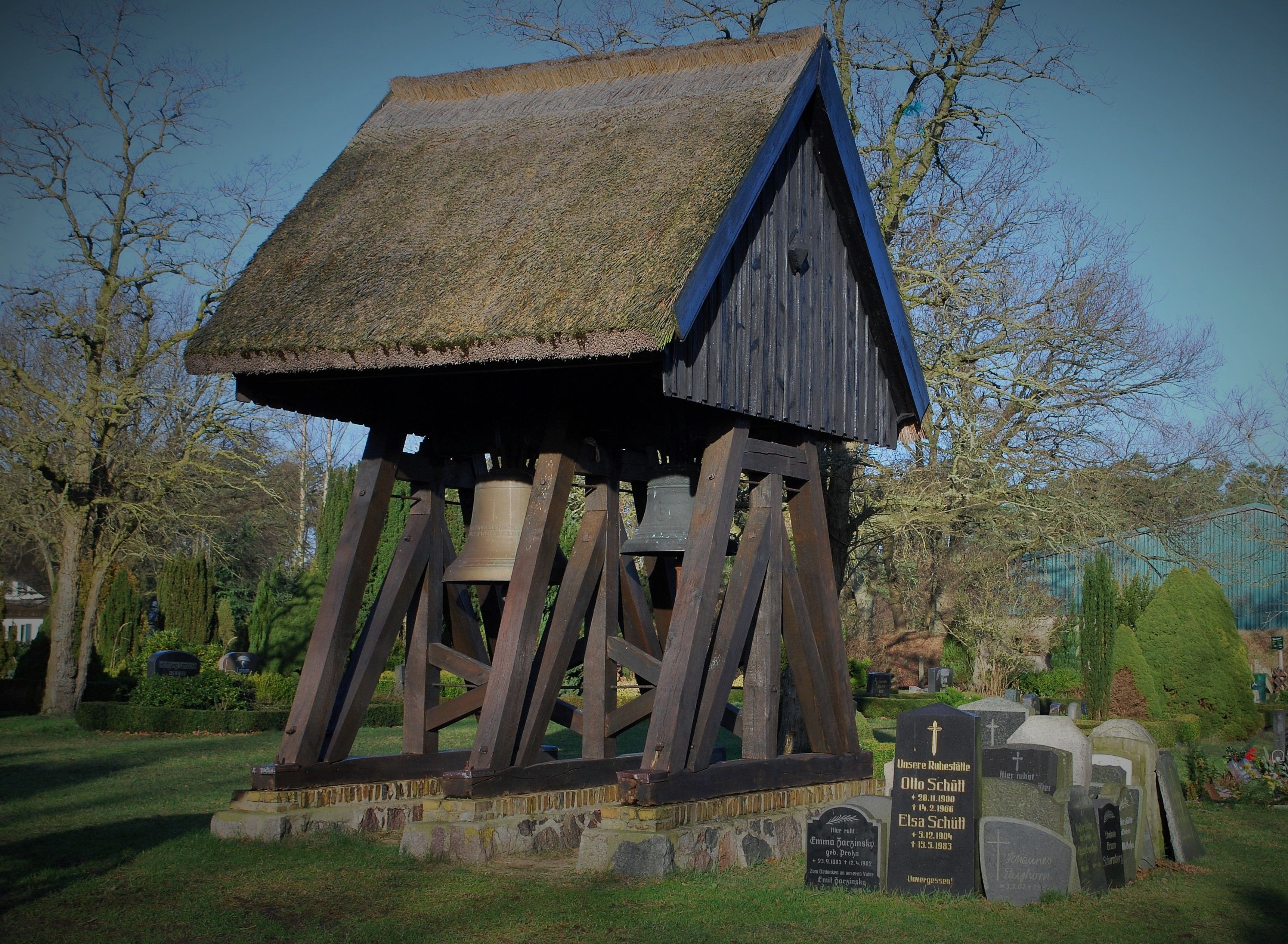
Frei stehender Glockenstapel nahe der Fischerkirche

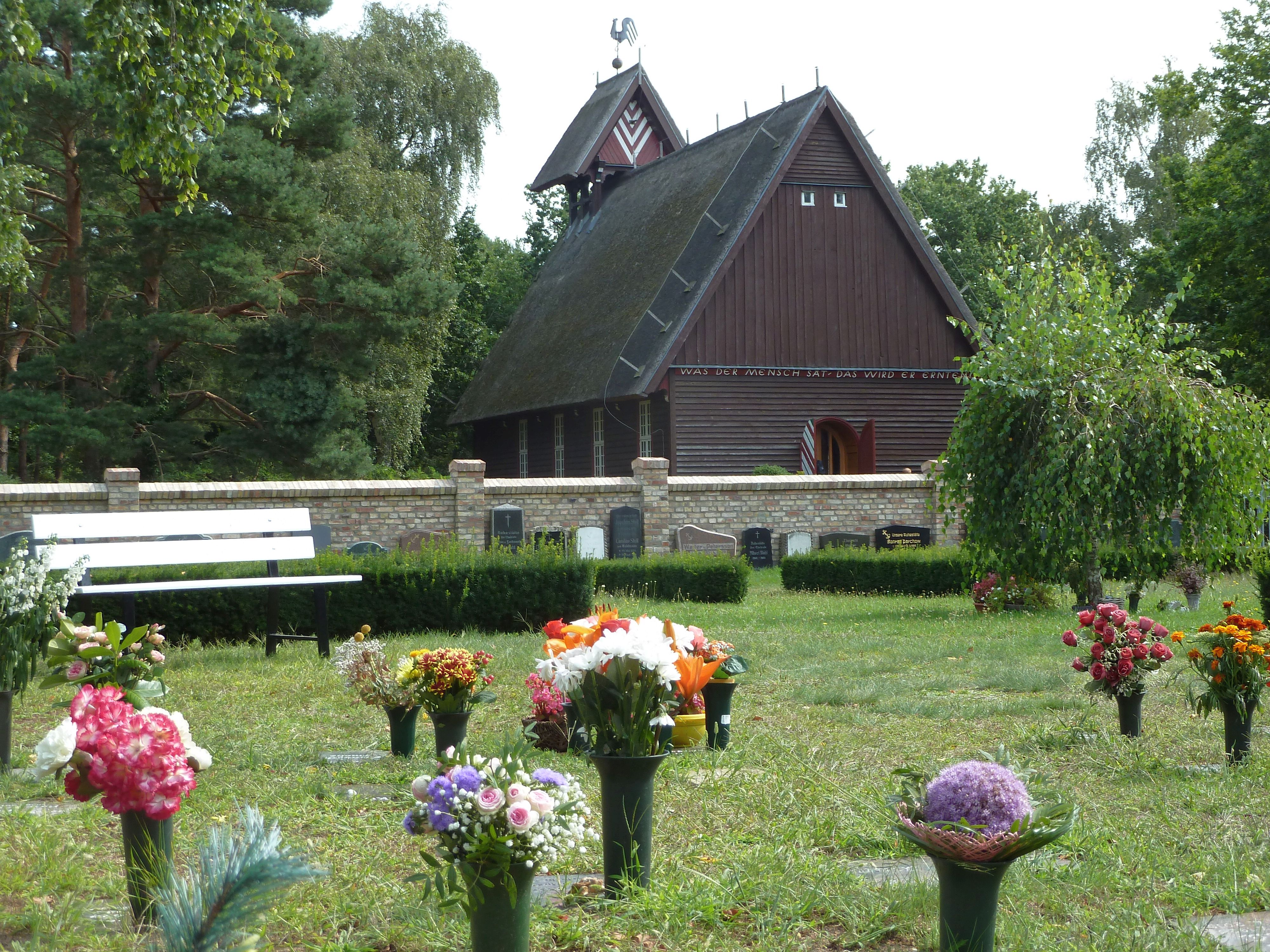
Friedhof und Fischerkirche

Die Fischerkirche in Born a. Darß ist ein aus dem Jahr 1935 stammendes Kirchengebäude. Sie liegt im Ort inmitten einer Wiese.

## Geschichte
Die Kirche wurde im Winter 1934/35, in der Amtszeit des Pfarrers Dr. Wilhelm Pleß erbaut. Im April 1935 wurde die reetgedeckte Holzkirche eingeweiht. Sie entstand nach einem Entwurf der Hamburger Architekten Bernhard Hopp und Rudolf Jäger.

## Beschreibung
Die Holzkirche mit der Stülpschalung an seinen Wänden besitzt einen mit einem Dachreiter versehenen Dachstuhl aus Reet. Kleine Fenster lassen Licht in den Kirchenraum.

## Ausstattung
Die Kirche besitzt ein Tonnengewölbe, das durch Holzständer getragen wird. Diese sind durch Eisenverankerungen befestigt. Die Längsbalken sind mit Bibelsprüchen verziert. 1984 wurden vier kleine Holzfiguren in die Altarwand eingelassen. Sie stammen von Bernhard Hopp und waren lange Zeit verschollen. Der über dem Altar angebrachte Flügelaltar stammt von 1935 und wurde 1987 aus dem Nachlass Hopps gestiftet. Die Schiffmodelle sind Dankesgaben Borner Seeleute.
Die Orgel wurde 1991 von Andreas Arnold gefertigt.

## Gemeinde
Die evangelische Kirchengemeinde Prerow gehört seit 2012 zur Propstei Stralsund im Pommerschen Evangelischen Kirchenkreis der Evangelisch-Lutherischen Kirche in Norddeutschland. Vorher gehörte sie zum Kirchenkreis Stralsund der Pommerschen Evangelischen Kirche.